# Colico

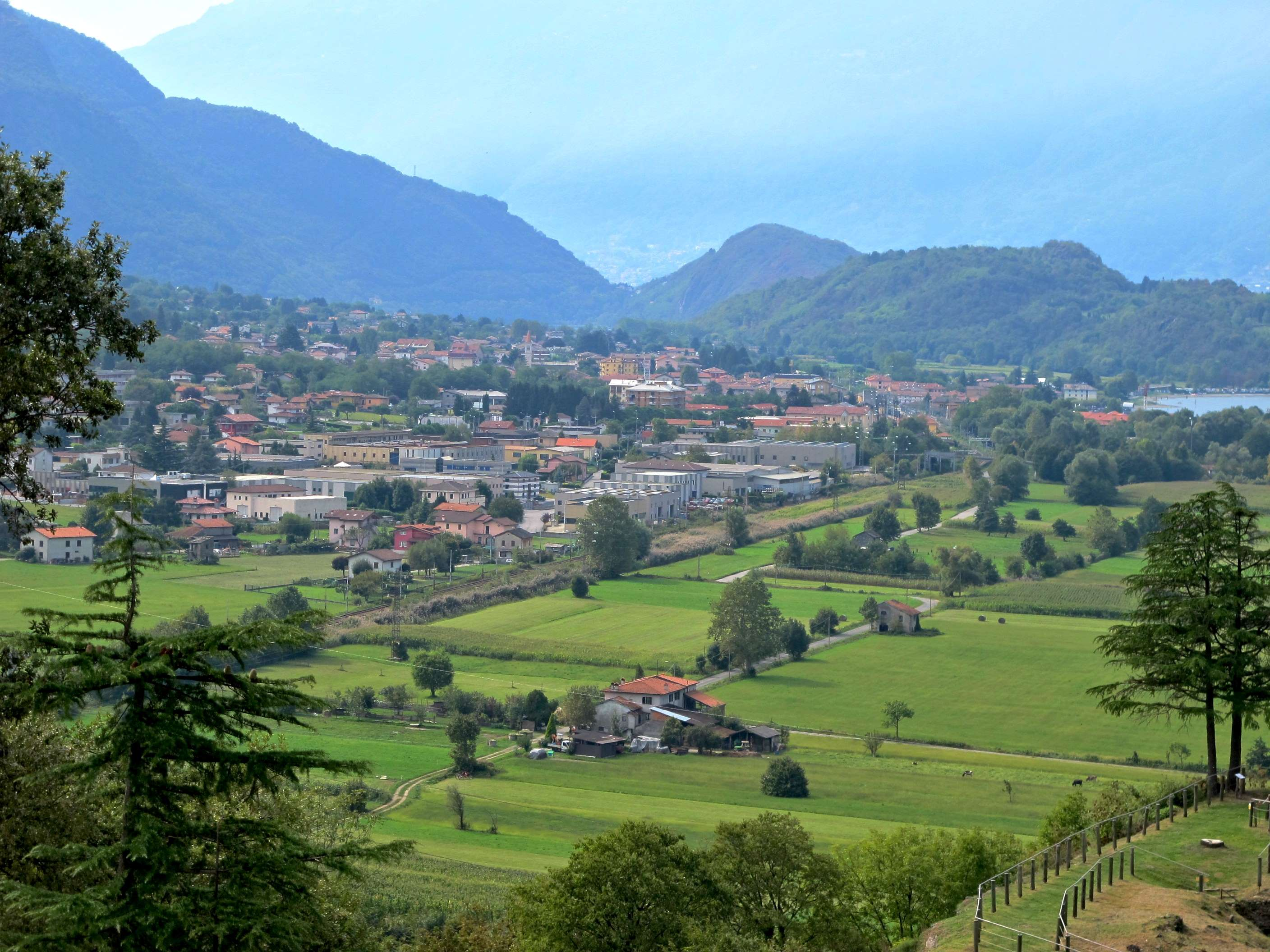
Colico

Colico ist eine italienische Gemeinde in der Provinz Lecco in der Lombardei und liegt 76 km nördlich von Mailand am nordöstlichen Ufer des Comer Sees. Die Adda, der größte Zufluss, mündet hier in den See. 

## Geographie
Mit einer Fläche von 35,3 km² und einer Bevölkerungszahl von 8155 Einwohnern (Stand 31. Dezember 2023) ist Colico die wichtigste Stadt im Norden des Comer Sees. Colico umfasst die Fraktionen Colico Piano (Hauptort), Curcio, Laghetto, Olgiasca, Piona, Villatico, Posallo, Fontanedo, Palerma, Borgonuovo, La Cà, Fumiarga, Corte und San Rocco. Im Jahr 1971 hatte die Gemeinde Colico eine Fläche von 3506 Hektar.
Die Nachbargemeinden sind Gravedona ed Uniti (CO), Delebio (SO), Domaso (CO), Dongo (CO), Dorio, Gera Lario (CO), Musso (CO), Pagnona, Pianello del Lario (CO), Piantedo (SO), Valvarrone und Vercana (CO).

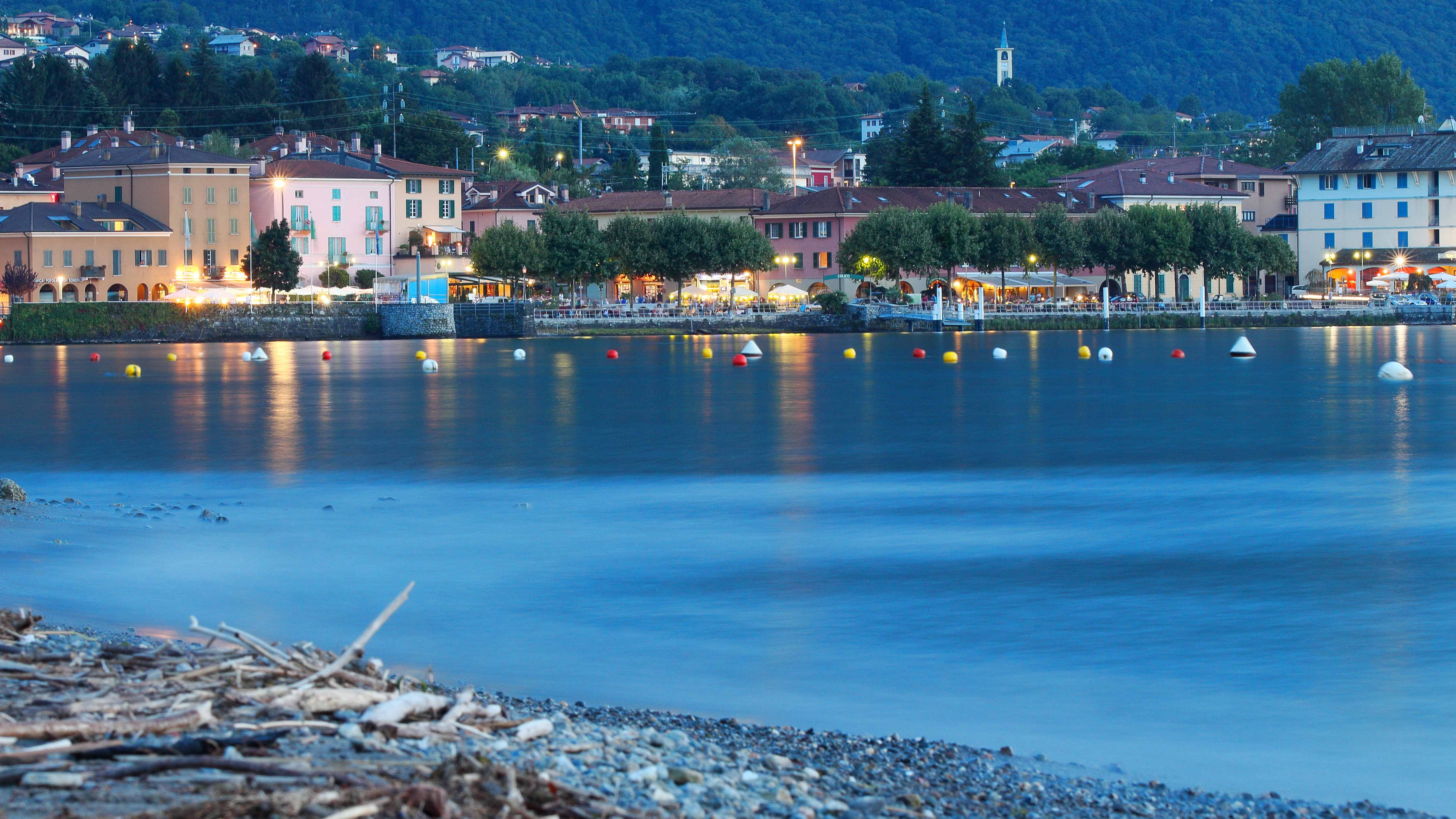
Colico im Juli 2014 gegen Abend

## Geschichte

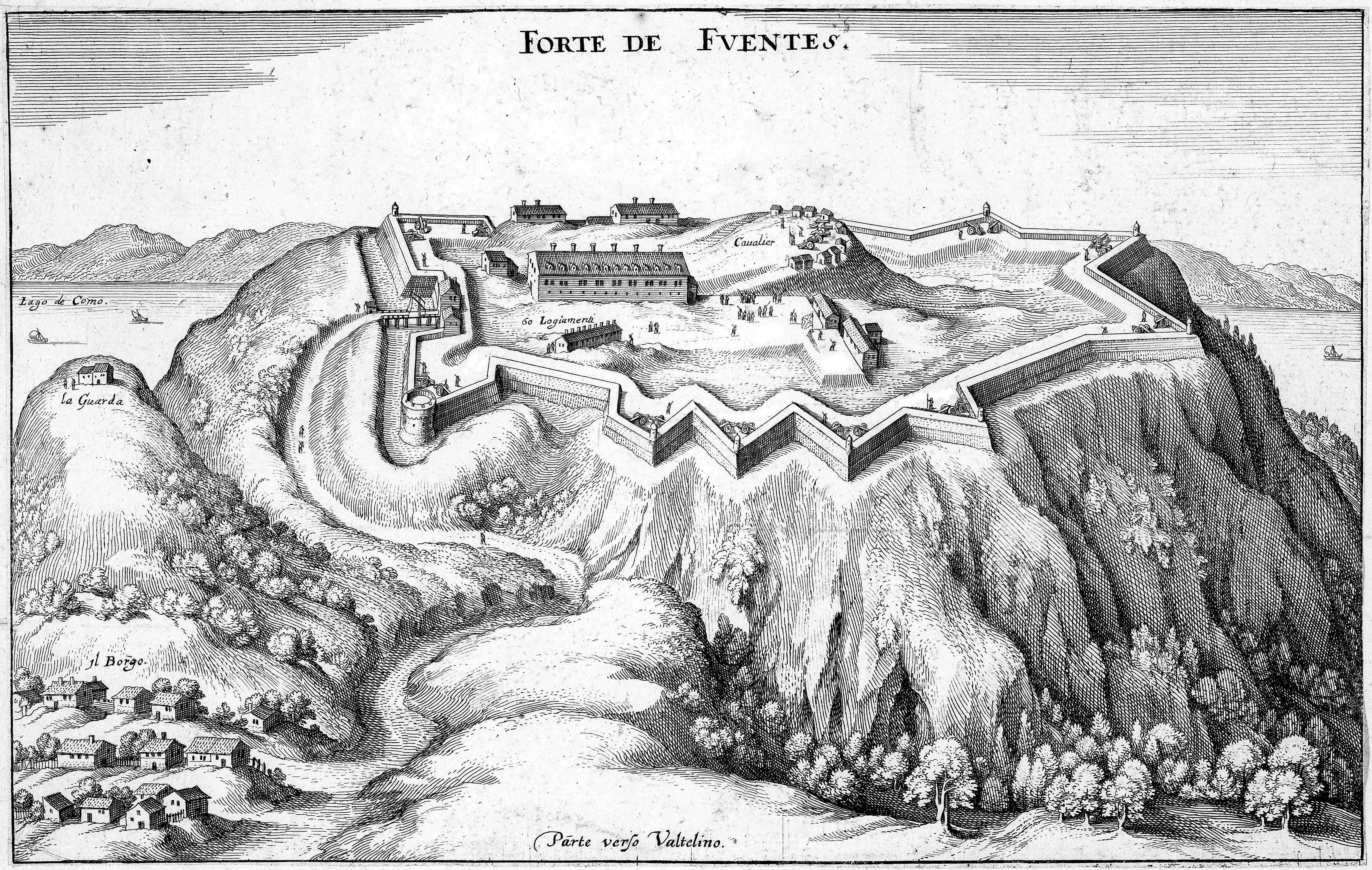
Die Festung Fuentes nach ihrer Fertigstellung

Der Ortsname in der Form Collogo wird in einer Schenkungsurkunde vom 5. Juli 931 erwähnt, aus der sich bereits die Existenz von Gemeindeland ableiten lässt. Aus einer Urkunde vom 14. Februar 1227 geht hervor, dass die Almen von Tennasco und Scoggione auf dem Monte Legnone zu jener Zeit der Gemeinde Colico gehörten und von ihr genutzt wurden. Im Jahr 1335 (Statuti di Como 1335) wurde sie als comune de Colego erwähnt. Eine Verordnung (determinatio), die noch in den Statuten von Como aus dem Jahr 1335 enthalten ist, sah vor, dass sich die Gemeinden mit Gegenständen zum Messen und Wiegen der von ihren Familien benötigten Lebensmittel ausstatten sollten: die Gemeinde Colico musste zwei Quartari haben, eines zum Messen von Getreide und eines für Salz, eine Stadera zum Wiegen von Eisen und Käse, eine Brenta zum Messen von Wein und eine Galeda für Öl; die Gegenstände mussten aus Kupfer sein und auf Kosten der Gemeinde vom Canepario von Como gekauft werden.
Am 5. Januar 1418 wurde Colico vom Herzog von Mailand Filippo Maria Visconti, zur Lehnskammer erklärt, der einen Lehnsherrn ad gubernationem et regimen terre et contrade de Collego ernannte; von nun an musste der Podestà von Colico die Zustimmung des Lehnsherrn einholen. Das Lehen von Colico wurde dann von Gian Galeazzo Maria Sforza am 26. November 1486 an die Brüder Galeazzo, Giacomino und Nicola Canali verkauft; das Lehen blieb bis 1550 bestehen, als Karl V. (HRR) Colico zur Grafschaft machte und es Antonio Maria Quadrio anvertraute.
Colico hatte nie eigene Statuten, sondern übernahm immer die von Gravedona und wurde als integraler Bestandteil der drei pievi altolariane betrachtet. Ende des 16. Jahrhunderts wurde Colico gemäß den Akten der Pastoralvisite von Bischof Feliciano Ninguarda (1593) in die vier Gemeinden Colico presso il lago (San Giorgio), Villatico (San Bernardino), Fontanedo und La Corte aufgeteilt.
Am 25. Oktober 1603 wurde nordöstlich Colico mit dem Bau der Festung Forte di Fuentes begonnen, benannt nach dem damaligen Gouverneur von Mailand, Pedro Henriquez de Acevedo y Toledo, Graf von  Fuentes. 1606 war die mächtige Verteidigungsanlage bereits in ihren Grundzügen fertiggestellt und in Betrieb genommen. Die endgültige Fertigstellung erfolgte 1609, wobei bis 1627 weitere Ausbauten erfolgten. Diese Festung sperrte den Verkehr vom und zum Splügen-, Septimer und Malojapass und sollte den Vorstößen der Drei Bünde Einhalt gebieten, die seit 1512 das Valchiavenna und das Veltlin als Untertanenlande besetzt hielten. Der Festungsbau provozierte indes aber auch die Republik Venedig, die an offenen Handelswegen über die Alpen Interesse hatte. Die Festung, die einen eigenen Gouverneur hatte, wurde zusammen mit den anderen Festungen der Lombardei durch ein Dekret des Obersten Kriegsrats von Wien im Jahr 1782 aufgegeben und 1796 auf Befehl Napoleons durch die Franzosen zerstört.  Die Ruinen sind seit 2012 als Museum zugänglich.
Wie aus den Antworten auf die 45 Fragen der königlichen Volkszählungsbehörde hervorgeht, war die Gemeinde Colico, die zur Gemeinde Sorico und zur Grafschaft Como gehörte, im Jahr 1751 in die Umgebung von Colico (oder Colico vicino) und die Universität der Ausländer (oder Colico forestiero) unterteilt, die an den Grafen Giuseppe Alberti von Trient belehnt war; der feudale iusdicente (Podestà), der damals Domenico Sinistrario hieß, wohnte in Gravedona, musste sich aber im Falle von Streitigkeiten nach Colico begeben und erhielt von der università dei forestieri 35 Lire (aus dem Pachtzins der Wiese namens Quadrotto) und von der Umgebung von Colico 60 Lire im Jahr als Lohn. 
Colico kam 1735 unter österreichische Herrschaft. Während der Zeit des Lombardisch-Venezianischen Reiches (1815–1866) wurden die großen Verbindungsstraßen Mailand-Lecco-Colico, des Adda und Meratals sowie Straßen über die Alpenpässe nach Mitteleuropa angelegt. 1861 wurde Colico mit der Lombardei ein Bestandteil des neuen Königreichs Italien. Nach der zeitweiligen Vereinigung der lombardischen Provinzen mit dem Königreich Sardinien wurde die Gemeinde Colico mit 2.979 Einwohnern, die von einem Rat mit fünfzehn Mitgliedern und einem Rat mit zwei Mitgliedern verwaltet wird, gemäß der durch das Gesetz vom 23. Oktober 1859 festgelegten territorialen Aufteilung in das Mandamento X von Bellano, Bezirk I von Como, Provinz Como, aufgenommen. Bei der Gründung des Königreichs Italien im Jahr 1861 hatte die Gemeinde 3.013 Einwohner (Volkszählung 1861). Nach dem Gemeindegesetz von 1865 wurde die Gemeinde von einem Bürgermeister, einer Junta und einem Rat verwaltet.  
Im Jahr 1924 wurde die Gemeinde in den Bezirk Como der Provinz Como eingegliedert. Nach der Gemeindereform im Jahr 1926 wurde die Gemeinde von einem Podestà verwaltet. Nach der Gemeindereform von 1946 wurde die Gemeinde Colico von einem Bürgermeister, einer Junta und einem Rat verwaltet.

## Bevölkerung
| Bevölkerungsentwicklung | Bevölkerungsentwicklung | Bevölkerungsentwicklung | Bevölkerungsentwicklung | Bevölkerungsentwicklung | Bevölkerungsentwicklung | Bevölkerungsentwicklung | Bevölkerungsentwicklung | Bevölkerungsentwicklung | Bevölkerungsentwicklung | Bevölkerungsentwicklung | Bevölkerungsentwicklung | Bevölkerungsentwicklung |
| 1861                    | 1881                    | 1901                    | 1921                    | 1936                    | 1951                    | 1971                    | 1991                    | 2001                    | 2007                    | 2013                    | 2019                    | 2022                    |
| ----------------------- | ----------------------- | ----------------------- | ----------------------- | ----------------------- | ----------------------- | ----------------------- | ----------------------- | ----------------------- | ----------------------- | ----------------------- | ----------------------- | ----------------------- |
| 3013                    | 3877                    | 3866                    | 3967                    | 4154                    | 4458                    | 5093                    | 5934                    | 6257                    | 7203                    | 7683                    | 7960                    | 8020                    |
| Quelle: ISTAT           |                         |                         |                         |                         |                         |                         |                         |                         |                         |                         |                         |                         |

## Verkehr
- Colico liegt an der Bahnstrecke Mailand – Lecco – Tirano, wo Anschluss an die Berninabahn besteht. Außerdem gibt es eine Bahnverbindung nach Chiavenna.
- In Colico treffen zwei überörtlich wichtige Autostraßen aufeinander: durch den Ort führt die SS 36 von Mailand über Lecco nach Chiavenna, wo es Fortsetzungen über den Malojapass ins Engadin und über den Splügenpass ins Tal des Hinterrheins gibt; die SS 38 stellt eine Fortsetzung des Westuferstraße (SS 340 und SS 340dir) dar, die, von Como kommend, den Comer See begleitet. Die SS 38 führt von Colico durchs Valtellina über Sondrio und Bormio auf das Stilfser Joch und von dort hinunter nach Meran und Bozen in Südtirol.
- Über den See gibt es regelmäßige Schiffsverbindungen nach Como, mit normalen Kursschiffen und mit dem schnelleren Katamaran.

## Sportmöglichkeiten

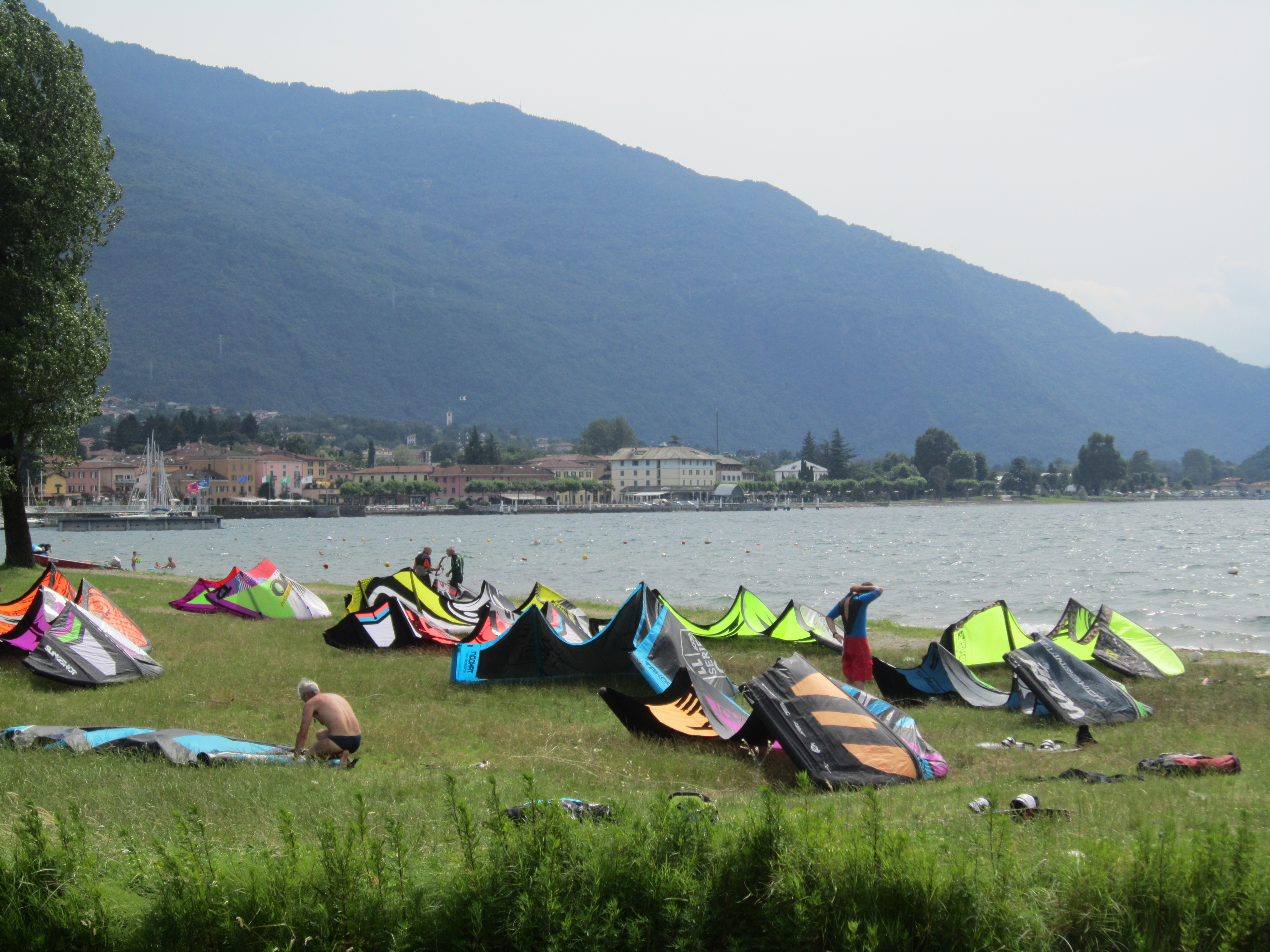
Vorbereitung zum Kitesurfen am Strand von Colico

Seiner Lage verdankt Colico den Breva mit im Sommerhalbjahr relativ beständigen Windverhältnissen, die dafür sorgen, dass der Ort bei Surfern und Kitesurfern beliebt ist.

## Sehenswürdigkeiten

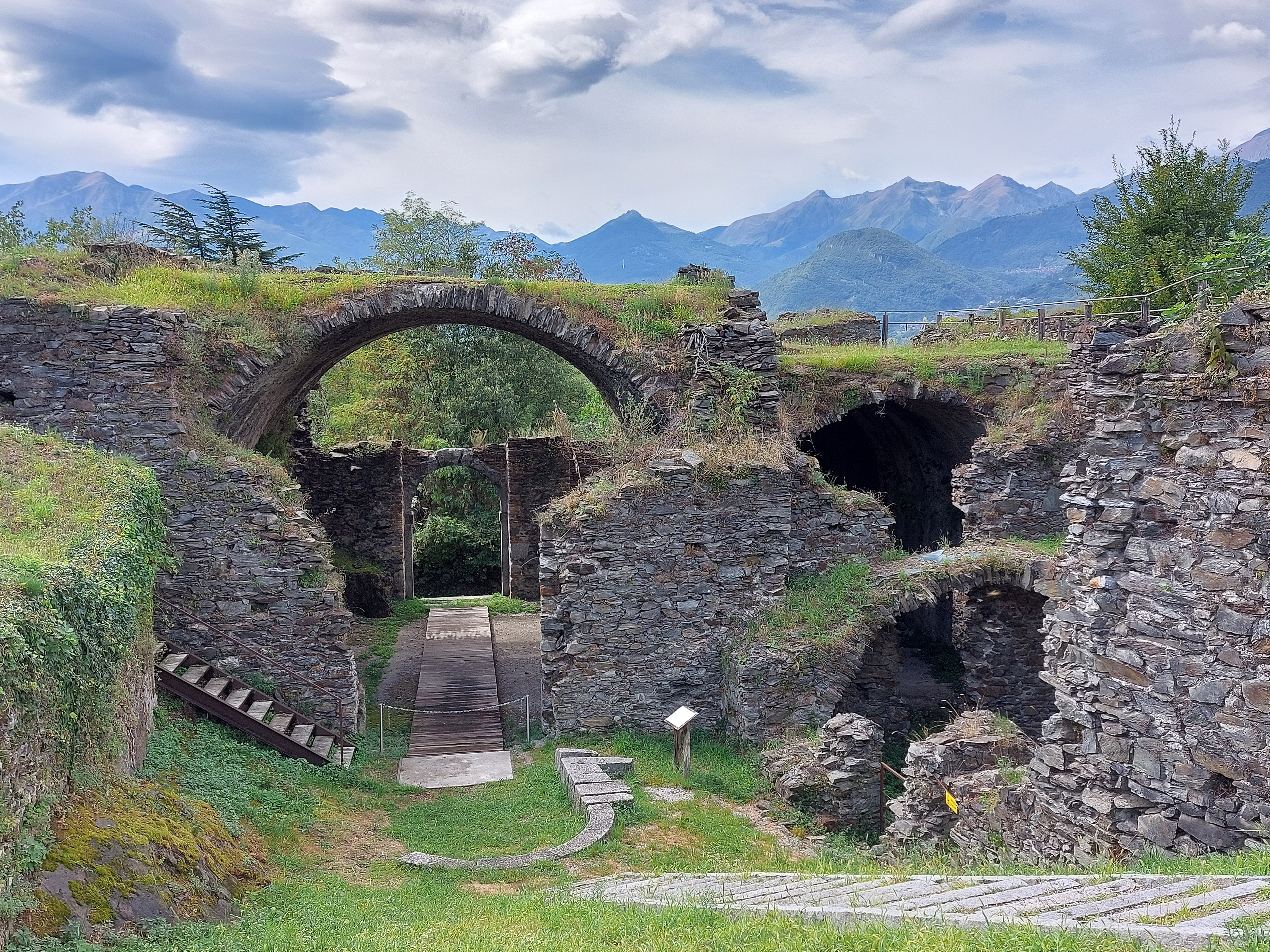
Kirchenruine der Festung Fuentes

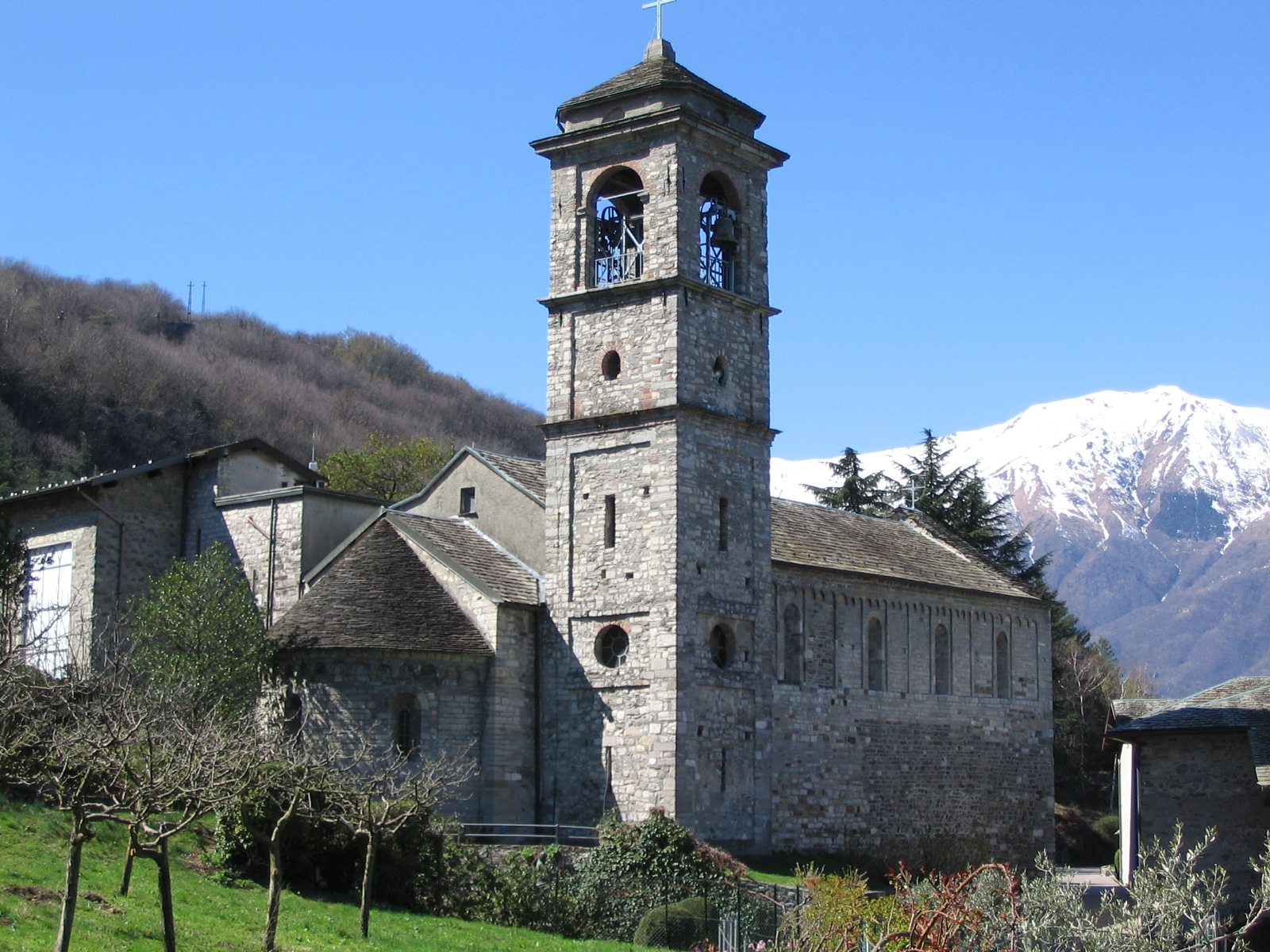
Abtei Piona

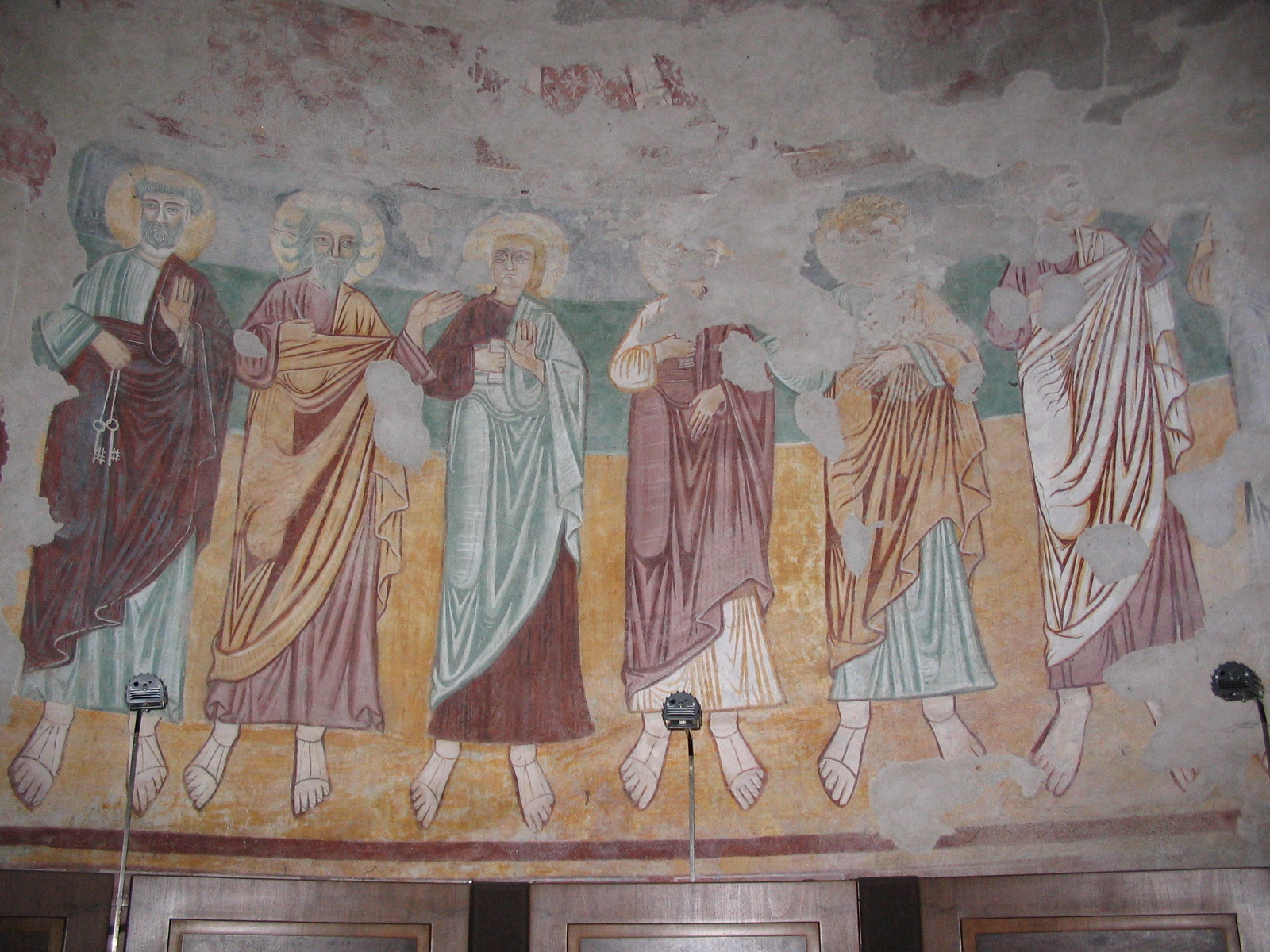
Abtei Piona, Fresken

- Ein wichtiges Kulturdenkmal ist das gut erhaltene Zisterzienser-Kloster Abbazia di Piona, auch Priorato di Piona genannt, eine Klosteranlage aus dem 12. Jahrhundert auf einer Halbinsel, etwa 3 km südwestlich von Colico. Die Mönche verkaufen dort Klosterprodukte.[7]
- Auch das Forte di Fuentes und das zwischen 1912 und 1914 entstandene Forte Montecchio Nord, beides Museen (Stand 2024), werden zu den Sehenswürdigkeiten gerechnet.[8][9]
- Kirche San Giorgio
- Kirche Maria in der Fraktion Fontanedo
- Kirche San Nicola in der Fraktion Olgiasca
- Kirche San Bernardino in der Fraktion Villatico
- Romanische Kirche San Rocco am Fuße des Monte Legnones
- Kirche Santi Angeli Custodi in der Fraktion Curcio
- Villa Malpensata
- Villa Osio
- Schloss Mirabello in der Fraktion Olgiasca
- Verschiedene Wachtürme
- Verschiedene Jagdtürme (Roccoli)

## Gemeindepartnerschaft
Colico pflegt seit 1986 partnerschaftliche Beziehungen zu Wolfegg in Oberschwaben (Deutschland).

## Persönlichkeiten
- Maria Laura Mainetti (1939–2000), Ordensschwester und Märtyrerin